# 島英津夫
島 英津夫（しま えつお、本名：井田 晃一郎（いだ こういちろう）、1961年1月15日 - ）は、日本の男性俳優。身長164cm、体重65kg。

## 来歴
東京都出身。2002年から2009年まで青二プロダクションに所属。その後 株式会社アリー・エンターテイメントに所属し、時代劇劇団・平成時代劇 萬屋錦之助一座を立ち上げ座長を務める。2015年マグニファイに移籍。2016年5月31日マグニファイ退社。

## 親族
母は女優の淡路恵子。著書に「親父」として取り上げた萬屋錦之介は義父であり、実父はフィリピン人歌手のビンボー・ダナオ（Bimbo Danao）。

## 出演作品

### テレビドラマ
- 破れ傘刀舟悪人狩り（NET）
  - 第95話（1976年） - 桂木新太郎
  - 第110話（1976年）
  - 第123話（1977年） - 定二郎
- 破れ奉行（1977年、テレビ朝日） - 石川隼人
- 柳生一族の陰謀（1978年-1979年、関西テレビ） - 柳生又十郎宗冬
- 青春諸君!（1979年-1980年、TBS）
- 離婚ともだち（1980年、TBS）
- 柳生あばれ旅 第5話（1980年、テレビ朝日）
- それからの武蔵（1981年、東京12チャンネル） - 宮本伊織
- 特捜最前線 第206話（1981年、テレビ朝日）
- 竜馬がゆく（1982年、テレビ東京）
- 柳生新陰流（1982年、テレビ東京） - 柳生左門
- 鬼平犯科帳（1982年、テレビ朝日） - 長谷川辰蔵
- 西部警察 PART-III 第12話（1983年、テレビ朝日） - 沢木雄一

### 映画
- 赤穂城断絶（1978年） - 大石主税
- 徳川一族の崩壊（1980年） - 松平於菟四郎
- 仕掛人梅安（1981年） - 宗太郎
- 魔界転生（1981年） - 柳生又十郎宗冬
- 新・第三の極道III（1996年） - 石上

### ラジオ
- プラチナ・ストーリーズ（ナビゲーター）

### 舞台
- 頭
- 一心太助
- 織田信長
- サウンド・オブ・ミュージック
- 40カラット

萬屋錦之助一座「ざ☆よろきん」
- 纒（まとい）若衆〜木遣り唄（2012年7月4日 - 12日、シアターグリーン）
- 高松心中〜坊主と花魁の四十九日〜（2013年7月10日 - 15日、シアターグリーン）
  - （2014年4月8日 - 22日、シアターグリーン）
- 年末・新春公演
  - 吉原火消し衆〜東雲編〜（2012年12月27日 - 30日、シアターグリーン）
    - 吉原火消し衆〜松風編〜（2013年1月5日 - 10日、シアターグリーン）

  - 火消哀歌〜冬空の木遣り唄〜（2014年1月4日 - 12日、シアターグリーン）
  - 振袖大火〜吉原木遣り唄〜（2014年1月4日 - 12日、シアターグリーン）
  - 晒場慕情〜恋慕の木遣り唄〜（2014年1月4日 - 12日、シアターグリーン）
- 番外公演
  - ましろ診療所（2013年5月8日 - 12日、シアターグリーン）
  - 寅と卯 ー燃ゆる彼岸に、散るは幻ー（2013年5月14日 - 19日、シアターグリーン）
  - Deadmans Days（2013年5月21日 - 26日、シアターグリーン）
  - ごとり（2013年10月31日 - 11月4日、シアターグリーン）

## ディスコグラフィー
- 海は知らない
- ガールフレンド
- 君の吐息

## 著書
- 『親父の涙 萬屋錦之介』（1999年、集英社）